# Поток (Киевская область)
Пото́к (укр. Потік) — село, входит в Мироновский район Киевской области Украины.
Население по переписи 2001 года составляло 1106 человек. Почтовый индекс — 08824. Телефонный код — 4574. Занимает площадь 57,7 км². Код КОАТУУ — 3222985901.

## История
Село было волостным центром Потокской волости Каневского уезда Киевской губернии. В селе была Преображенская церковь. Священнослужители Преображенской церкви:
- 1799 - священник Петр Андреевич Левоцкий

## Местный совет
08824, Київська обл., Миронівський р-н, с.Потік, вул.Леніна,67